# Trypanaeus
Trypanaeus (лат.) — род жуков-карапузиков из подсемейства Trypanaeinae (Histeridae).

## Распространение
Неотропика.

## Описание
Мелкие хищные жуки, питаются личинками древесных жуков, обитающих под корой. Длина около 3 мм. Тело узкое цилиндрическое. Некоторые из наиболее важных признаков для определения границ вида — это форма лба, паттерны пунктировки переднеспинки и надкрылий, форма пигидия, а также форма и паттерн пунктировки на простернуме, мезостернуме и метастернуме. Полы можно различить по форме пигидия: у самцов пигидий обычно голый и острый на вершине, у самок он более или менее закруглён на вершине и щетинковидный. Простернальный выступ короткий, не достигает заднего края передних тазиков. Голова вытянута в рострум. Задние голени без апикальных шипиков, но с выступами по внутреннему апикальному краю.

## Классификация
Известно около 50 видов. Род был впервые описан в 1829 году Иоганном Фридрихом фон Эшшольцем и в 1857 году выделен в подсемейство Trypanaeinae Marseul, 1857. К Trypanaeus близки два рода (Coptotrophis и Xylonaeus), которые в 1913 году были включены в состав подсемейства Trypanaeinae. Ранее сближавшийся с ними сходный род Trypeticus был выделен в подсемейство Trypeticinae. Ископаемый вид †Trypanaeus hispaniolus был описан из доминиканского янтаря. 
- Trypanaeus ampullaceus[9]
- Trypanaeus bipustulatus
- Trypanaeus bisulcifrons
- Trypanaeus breviculus[5]
- Trypanaeus carinirostris[10]
- Trypanaeus catharinensis[11]
- Trypanaeus colombiae
- Trypanaeus conulus[12]
- Trypanaeus cornifrons
- Trypanaeus cultratus[12]
- Trypanaeus ensifer[10]
- Trypanaeus fasciatus
- Trypanaeus flavipennis[10]
- Trypanaeus foveatus[12]
- Trypanaeus fucatus[13]
- †Trypanaeus hispaniolus[2]
- Trypanaeus hubenthali[11]
- Trypanaeus junceus
- Trypanaeus laevipennis
- Trypanaeus laevisternus[12]
- Trypanaeus luteivestis[14]
- Trypanaeus miles[14]
- Trypanaeus minax[12]
- Trypanaeus montivagus[9]
- Trypanaeus nasicornis
- Trypanaeus novulus[12]
- Trypanaeus noxius
- Trypanaeus obesus
- Trypanaeus petropolitanus
- Trypanaeus pictus[10]
- Trypanaeus plagiatus
- Trypanaeus punctinotus
- Trypanaeus quadricollis[10]
- Trypanaeus quadrirostris[12]
- Trypanaeus schmidti[12]
- Trypanaeus signatus[12]
- Trypanaeus singularis
- Trypanaeus spinifrons[12]
- Trypanaeus sulcipygus
- Trypanaeus terebrans
- Trypanaeus teres[10]
- Trypanaeus thoracicus
- Trypanaeus torpedo
- Trypanaeus transversalis[12]
- Trypanaeus unituberculatus[10]
- Trypanaeus vittulatus[12]
- Trypanaeus volvulus[15]